# Campsicnemus amini
Campsicnemus amini är en tvåvingeart som beskrevs av Olejnicek 1981. Campsicnemus amini ingår i släktet Campsicnemus och familjen styltflugor.
Artens utbredningsområde är Afghanistan. Inga underarter finns listade i Catalogue of Life.